# Vitpannad strandpipare
Vitpannad strandpipare (Anarhynchus marginatus) är en fågel i familjen pipare inom ordningen vadarfåglar. Den förekommer i Afrika söder om Sahara samt på Madagaskar. Beståndet anses vara livskraftigt.

## Utseende
Vitpannad strandpipare är en 18 cm lång enfärgad och ljus pipare med sandfärgad ovansida och vit undersida. Den skiljer sig från liknande arter genom att i alla dräkter sakna tydliga svarta eller bruna fläckar på bröstsidorna. Karakteristiskt är också tydligt vit panna med ett skarpt avgränsat svart tvärband bakom och ett smalt svart ögonstreck. conspicuous white foreheadphoto , with sharp black bar behind; narrow black eyestripe. Utanför häckningstid skiljer den sig från ökenpipare genom att vara mindre och ha en vit halskrage. Den är vidare mycket mindre än kaspisk pipare och har ljusare och renare ansikte än herdepipare.

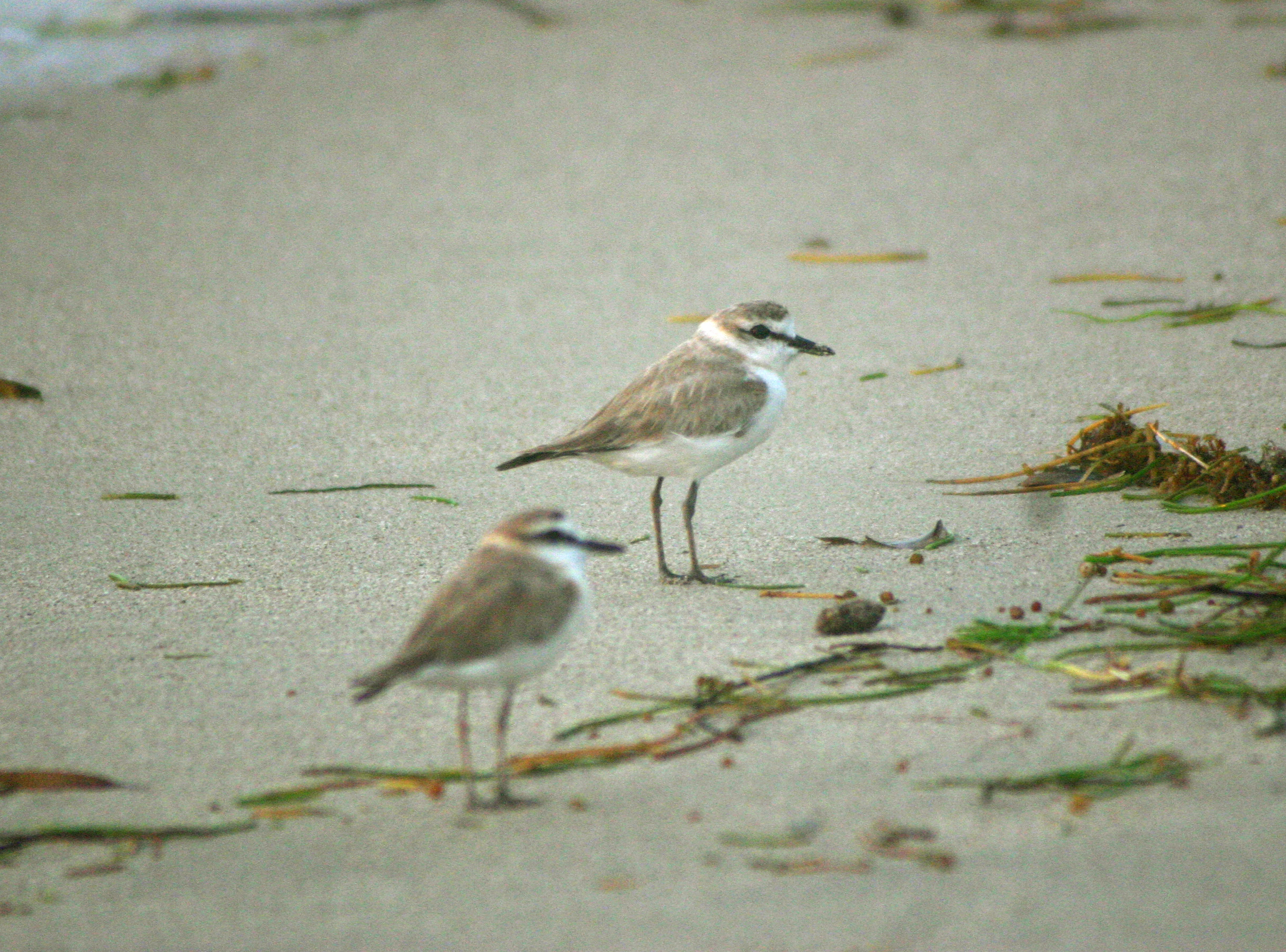
Vitpannad strandpipare fotograferade vid Panganifloden, Tanzania.

## Utbredning och systematik
Vitpannad strandpipare förekommer i Afrika söder om Sahara och på Madagaskar. Den delas in i fyra underarter med följande utbredning:
- Charadrius marginatus mechowi – förekommer i Afrika söder om Sahara till norra Angola, Botswana och Moçambique
- Charadrius marginatus marginatus – förekommer i södra Angola till sydvästra Kapprovinsen
- Charadrius marginatus arenaceus – förekommer i södra Moçambique till södra Kapprovinsen
- Charadrius marginatus tenellus – förekommer i Madagaskar

Vissa urskiljer även underarten hesperius med utbredning lokalt i Västafrika österut till Nigeria och Kamerun.

### Släktestillgörighet
Vitpannad strandpipare placeras traditionellt, liksom de flesta pipare, i det stora släktet Charadrius. Flera genetiska studier har dock visat att arterna i släktet inte är varandras närmaste släktingar. Istället är en stor grupp strandpipare, däribland vitpannad strandpipare, närmare släkt med vipor i Vanellus och andra udda pipare som australiska inlandspiparen (Peltohyas australis) och arten snednäbb i Nya Zeeland (Anarhynchus frontalis) än med typarten för släktet större strandpipare.  Tongivande Clements m.fl. implementerade 2023 dessa resultat i sin systematik, vilket medfört att denna grupp lyfts ur Charadrius och istället förenats med snednäbben i släktet Anarhynchus. Arten är troligen systerart till en grupp pipare bestående av svartbent strandpipare, malajstrandpipare, javastrandpipare och sandstrandpipare.

## Status
Arten har ett stort utbredningsområde och internationella naturvårdsunionen IUCN kategoriserar arten som livskraftig. Beståndsutvecklingen är dock oklar.